# More Moonglow
More Moonglow è un EP della band power metal Avantasia, pubblicato nel 2019 che fa da apripista all'imminente disco Moonglow.

## Tracce
1. Moonglow – 3:56
2. The Raven Child – 11:14
3. The Scarecrow (live Wacken 2014) – 11:29
4. Babylon Vampyres (demo version 2015) – 7:09
5. Where Clock Hands Freeze (demo version 2012) – 4:35
6. Seduction of Decay (demo version 2015) – 7:17

Durata totale: 45:40

## Formazione
- Tobias Sammet - voce, basso
- Sascha Paeth - chitarra
- Felix Bohnke - batteria

### Ospiti
- Candice Night - voce in Moonglow
- Jørn Lande - voce in The Raven Child
- Hansi Kürsch - voce in The Raven Child
- Ronnie Atkins - voce in "The Scarecrow"
- Amanda Somerville - cori in "The Scarecrow"
- Miro - tastiere in "The Scarecrow"
- Oliver Hartmann - chitarra in "The Scarecrow"